# Королева космоса
«Королева космоса» (англ. Queen of Outer Space) — американский научно-фантастический фильм 1958 года. Снят по рассказу Бена Хекта «Королева Вселенной». Показывался в кинотеатрах в паре с лентой «Франкенштейн 1970».

## Сюжет
Будущее, 1985 год. Космический корабль с экипажем из четырёх человек стартует с мыса Канаверал к околоземной орбитальной станции. Однако за некоторое время до стыковки станция уничтожена неизвестным «межзвёздным энергетическим лучом», который также влияет и на приближающийся к ней корабль. Экипаж совершает вынужденную посадку на Венере, где немедленно попадает в плен. Астронавты узнаю́т, что планета находится под властью женщин, правит здесь королева Иллана, которая никогда не снимает маску. По её приказу были убиты большинство мужчин на планете, остались только наиболее выдающиеся математики и учёные, которых переселили в тюрьму-колонию на спутник.
Однако придворная Таллиа и несколько её подруг желают вернуть мужчин в своё общество, поэтому жаждут свергнуть королеву. Они освобождают узников и просят капитана Паттерсона убить Иллану. Вскоре землянин остаётся наедине с королевой, но прежде, чем убить её, срывает с женщины маску. Выясняется, что её лицо обезображено радиационными ожогами, которые она получила во время «войны между Венерой и другой планетой 10 земных лет назад», развязанной мужчинами. Воспользовавшись замешательством Паттерсона, Иллана сбегает и решает уничтожить Землю тем самым энергетическим лучом. К земному экипажу и Таллии прибывает подмога, завязывается борьба со стражницами королевы, которая завершается взрывом установки, создающей тот смертельный луч. Иллана, находившаяся рядом с аппаратом, погибает, новой королевой становится Таллиа.
Вскоре ракета землян отремонтирована, и они могут отправляться домой. Связавшись с Землёй, астронавты получают приказ оставаться на Венере минимум год, пока за ними не прибудет спасательная экспедиция. Хотя космический корабль исправен, экипаж об этом умалчивает в беседе с командованием и с радостью остаётся на планете.
Фильм заканчивается грандиозным празднованием мужчин и венерианок, наполненным шквалом объятий и страстных поцелуев.

## В ролях
- Жа Жа Габор — Таллиа, придворная учёная
- Эрик Флеминг — капитан Нил Паттерсон
- Дейв Уиллок[англ.] — лейтенант Майк Круз
- Лори Митчелл — королева Иллана
- Лайза Дэвис[англ.] — Мотия
- Пол Бирч[англ.] — профессор Конрад
- Патрик Вальц — лейтенант Ларри Тёрнер
- Барбара Дэрроу — Каил
- Мэрилин Бьюфёрд — Одина
- Линн Картрайт — венерианка
- Джои Лэнсинг — девушка Ларри Тёрнера (в титрах не указана)

## Производство
Создатели фильма изменили название «Королева Вселенной» на «Королева космоса», так как им показалось, что оригинальное название больше похоже на какой-нибудь конкурс красоты, а не на научно-фантастическое произведение. Интересно, что в итоге многие второстепенные и эпизодические роли венерианок сыграли победительницы и участницы недавних разнокалиберных американских конкурсов красоты.
Основная идея ленты — планета, управляемая женщинами — не нова, и авторы не скрывают некоторых своих заимствований в этом плане из «Эбботт и Костелло отправляются на Марс» (1953), «Женщины-кошки с Луны» (1953) и «Огненные девы из далёкого космоса» (1956). Также создатели сэкономили на костюмах, декорациях, спецэффектах и прочем: многие из них ранее использовались в картинах «Запретная планета» (1956), «Мир без конца» (1956), «Полёт на Марс» (1951). Впрочем, в фильме использовались и оригинальные костюмы, дизайнером которых выступила известная художница по костюмам Эдит Хэд, их стоимость доходила до 15 000 долларов (более 136 000 долларов в ценах 2020 года) за штуку.
Старт ракеты в ленте — это документальные кадры старта SM-65 Atlas.
Картина снята в формате CinemaScope. Её премьера состоялась в США 7 сентября 1958 года, в Канаде (только в Торонто) — на следующий день.

## Критика
Современники дали «Королеве космоса» в основном положительные отзывы, хотя многие отказались признать это научной фантастикой, а скорее пародией на неё.
- Чарльз Стинсон, Los Angeles Times. «…Весёлое легкомыслие с хорошо созданным чизкейком… К счастью, „Королева космоса“ — это не научная фантастика, если б было так — это было бы ужасно… Это тщательно продуманная пародия на научную фантастику, и как таковая она действительно очень хороша… Естественно, главной и единственной приманкой фильма является Жа Жа Габор»[6].
- Марджори Адамс, The Boston Globe. «Весёлая пародия на научную фантастику, которую никто не воспринимает всерьёз, ни актёры, ни зрители… Диалоги написаны на уровне новичка старшей школы… Единственный неожиданный поворот — это то, что Жа Жа Габор сыграла не королеву»[7].
- Variety. «…это добродушная попытка вложить немного честного секса в научную фантастику»[8].
- Майк Элье, The Globe and Mail. «Жизнь на Венере можно сравнить с живым закулисьем „Фоли-Бержер“, наполненным лёгкими развлечениями и довольно скудно одетыми девушками, которые устраивают „фарсовую возню“ по венерианскому королевскому дворцу… Жа Жа Габор — единственная девушка в космосе, говорящая с венгерским акцентом»[9].
- Натаниэль Томпсон, TCM. «…Мало какой фильм может сравниться по масштабу возмутительности с этой кинематографической стряпнёй… Это микро-бюджетная космическая опера»[2].
- Национальный легион приличия. «Фильм следует отнести к классу „В“, так как он содержит вызывающие костюмы»[10].